# Bánáti Schwerak József
Bánáti Schwerak József, névváltozatok: Schwerák, Schverák, Sverák (Temesvár, 1897. október 6. – Szentendre, 1951. január 3.) magyar festőművész.
Tanulmányait a Képzőművészeti Főiskolán végezte 1917–18-ban és 1921–1926 között, mesterei Réti István és Glatz Oszkár voltak, ez utóbbinak tanársegédje lett. 1925-1926-ban elnyerte a KÉVE (Képzőművészek és Iparművészek Egyesülete) ösztöndíját, amellyel a miskolci művésztelepen dolgozott, majd Münchenben tett tanulmányutat. 1936–1937-ben Olaszországban is járt tanulmányúton, ahol Ferruccio Ferrazzinál tanult freskófestészetet.
1926-ban hét festőtársával együtt megalapították a szentendrei művésztelepet. 1937-ben telepedett le Szentendrén, ahol a gimnázium rajztanára volt.
Főleg Szentendrén voltak egyéni és csoportos kiállításai. Művei Szentendrén és a Magyar Nemzeti Galériában találhatóak.